# Complexe functie
Een complexe functie is een complexwaardige functie van een complexe variabele, dus een functie
{\displaystyle f:D\to \mathbb {C} }
waarvan het definitiegebied {\displaystyle D} een deelverzameling is van de complexe getallen {\displaystyle \mathbb {C} }. Vaak wordt een complexe functie als volgt genoteerd:
{\displaystyle f(x+iy)=u(x,y)+i\cdot v(x,y)},
waarin {\displaystyle u} en {\displaystyle v} reëelwaardige functies zijn van twee reële variabelen. De theorie van complexe functies wordt functietheorie genoemd.

## Afgeleide
Als voor {\displaystyle c\in \mathbb {C} } de limiet
{\displaystyle \lim _{z\to c}{\frac {f(z)-f(c)}{z-c}}},
bestaat, heet de complexe functie {\displaystyle f} differentieerbaar in {\displaystyle c} en wordt de limiet aangeduid als de afgeleide van {\displaystyle f} in {\displaystyle c} en aangegeven door:
{\displaystyle f'(c)=\lim _{z\to c}{\frac {f(z)-f(c)}{z-c}}}

## Holomorfe functie
Een holomorfe functie is een functie die op een open deelverzameling van het complexe vlak {\displaystyle \mathbb {C} } is gedefinieerd met waarden in {\displaystyle \mathbb {C} } en die op ieder punt in {\displaystyle \mathbb {C} } kan worden gedifferentieerd. Dit houdt in dat een holomorfe functie een gladde functie is en oneindig vaak kan worden gedifferentieerd. Een analytische functie is een functie die lokaal door een machtreeks kan worden benaderd die convergent is. In de complexe functietheorie is een holomorfe functie analytisch en is omgekeerd een analytische functie holomorf. Dat is in de reële analyse niet altijd het geval.

## Meromorfe functie
Soms is een functie niet overal in z'n domein differentieerbaar, maar wel bijna overal. Bijna overal wil dan zeggen op een verzameling van geïsoleerde punten na. Men noemt zo'n functie een meromorfe functie. De term is afkomstig uit het Grieks, van μέρος (meros) dat deel betekent als tegengesteld tot ὅλος (holos) geheel. Een punt waar een meromorfe functie niet differentieerbaar is, is of een ophefbare singulariteit of een pool.

### De Cauchy-Riemann-vergelijkingen
Als de complexe functie {\displaystyle f} differentieerbaar is in het punt {\displaystyle a+bi} en we schrijven voor {\displaystyle f}:
{\displaystyle f(x+iy)=u(x,y)+i\cdot v(x,y)},
geldt voor de afgeleide
{\displaystyle f'(a+bi)={\frac {\partial {u}}{\partial {x}}}(a,b)+i{\frac {\partial {v}}{\partial {x}}}(a,b)={\frac {\partial {v}}{\partial {y}}}(a,b)-i{\frac {\partial {u}}{\partial {y}}}(a,b)}.
De afgeleide kan dus worden uitgedrukt in de partiële afgeleiden van {\displaystyle u} en {\displaystyle v} in het punt {\displaystyle (a,b)}. In dat punt voldoet {\displaystyle f} dus aan de Cauchy-Riemann-vergelijkingen:
{\displaystyle {\frac {\partial {u}}{\partial {x}}}={\frac {\partial {v}}{\partial {y}}}}
{\displaystyle {\frac {\partial {v}}{\partial {x}}}=-{\frac {\partial {u}}{\partial {y}}}}
Omgekeerd geldt dat een functie {\displaystyle f} die op zijn gehele domein aan de Cauchy-Riemann-vergelijkingen voldoet en waarvan de partiële afgeleiden continu zijn, holomorf is.

### Bekende stellingen uit de reële analyse
De meeste stellingen uit de reële analyse gelden ook in de complexe analyse. We formuleren er een aantal.

#### Kettingregel
Zij {\displaystyle g:D\to \mathbb {C} } en {\displaystyle f:G\to \mathbb {C} } beide holomorfe functies. Dan is de samenstelling {\displaystyle f\circ g:D\to \mathbb {C} } ook holomorf en voor de afgeleide geldt:
{\displaystyle (f\circ g)'(z)=f'(g(z))g'(z)}

#### Inverse functies
Zij {\displaystyle f:D\to \mathbb {C} } een complexe functie, en {\displaystyle f^{-1}:G\to \mathbb {C} } de inverse functie van {\displaystyle f}, dus zodat voor alle {\displaystyle z\in \mathbb {C} }
{\displaystyle f(f^{-1}(z))=z}
Als er geldt dat {\displaystyle f} differentieerbaar is in {\displaystyle w=f^{-1}(z)} en {\displaystyle f'(w)\neq 0}, dan bestaat de afgeleide van {\displaystyle f^{-1}} in het punt {\displaystyle z} en wordt gegeven door:
{\displaystyle (f^{-1})'(z)={\frac {1}{f'(w)}}={\frac {1}{f'(f^{-1}(z))}}}

## Belangrijke complexe functies

### De exponentiële functie
De exponentiële functie wordt met behulp van de formule van Euler gegeven:
{\displaystyle e^{x+iy}=e^{x}(\cos {y}+i\cdot \sin {y})}
Ook voor de complexe exponentiële functie gelden de bekende eigenschappen. Voor {\displaystyle z,w\in \mathbb {C} } is:
{\displaystyle e^{z+w}=e^{z}e^{w}}
en
{\displaystyle {\frac {\mathrm {d} }{\mathrm {d} z}}e^{z}=e^{z}}

### De logaritme
De exponentiële functie {\displaystyle e^{x+iy}} is alleen een injectie als de waarden van {\displaystyle y} zijn beperkt tot een halfopen interval ter lengte {\displaystyle 2\pi }. De logaritme kan dan gedefinieerd worden als:
{\displaystyle \log {z}=\log {|z|}+i\arg {z}}
Met als argument:
{\displaystyle b\leq \arg {z}<b+2\pi }
De logaritme is gedefinieerd is op {\displaystyle \mathbb {C} \setminus \{0\}}.
Kiest men de waarde {\displaystyle b=-\pi }, dan krijgt men de hoofdwaarde van de logaritme, die ook in de meeste gevallen wordt gebruikt. Voor de complexe logaritme gelden de gebruikelijke stellingen
{\displaystyle e^{\ln {z}}=z}
{\displaystyle \ln {e^{z}}=z\mod {2\pi i}}
{\displaystyle \log {zw}=\log {z}+\log {w}\mod {2\pi i}}
{\displaystyle {\frac {\mathrm {d} }{\mathrm {d} z}}\ln {z}={\frac {1}{z}}}
Hierbij zijn {\displaystyle z} en {\displaystyle w} complexe getallen.

### Machten
Met behulp van de logaritme en de exponentiële functie kunnen machten worden gedefinieerd. Als {\displaystyle z} en {\displaystyle a} complexe getallen, zijn definiëren we
{\displaystyle z^{a}=e^{a\cdot \ln {z}}}
Met deze definitie kunnen we ook de afgeleide bepalen van een macht:
{\displaystyle {\frac {\mathrm {d} }{\mathrm {d} z}}z^{a}=az^{a-1}}

### Goniometrische en hyperbolische functies
De sinus en cosinus kunnen ook met complexe e-machten gedefinieerd worden. Voor complexe getallen {\displaystyle z} is
{\displaystyle \sin z={\frac {e^{iz}-e^{-iz}}{2i}}}
{\displaystyle \cos z={\frac {e^{iz}+e^{-iz}}{2}}}
{\displaystyle \sinh z={\frac {e^{z}-e^{-z}}{2}}}
{\displaystyle \cosh z={\frac {e^{z}+e^{-z}}{2}}}

Hieruit volgt gemakkelijk dat:
{\displaystyle {\frac {\rm {d}}{{\rm {d}}z}}\sin z=\cos z}
{\displaystyle {\frac {\rm {d}}{{\rm {d}}z}}\cos z=-\sin z}
{\displaystyle {\frac {\rm {d}}{{\rm {d}}z}}\sinh z=\cosh z}
{\displaystyle {\frac {\rm {d}}{{\rm {d}}z}}\cosh z=\sinh z}
en
{\displaystyle e^{iz}=\cos z+i\sin z}
{\displaystyle e^{z}=\cosh z+\sinh z}
De gebruikelijke relaties zijn ook geldig in de complexe analyse:
{\displaystyle \sin(a+b)=\sin a\cos b+\sin b\cos a}
{\displaystyle \sinh(a+b)=\sinh a\cosh b+\sinh b\cosh a}
{\displaystyle \cos(a+b)=\cos a\cos b-\sin a\sin b}
{\displaystyle \cosh(a+b)=\cosh a\cosh b+\sinh a\sinh b}
{\displaystyle \sin ^{2}a+\cos ^{2}a=1}
{\displaystyle \cosh ^{2}a-\sinh ^{2}a=1}
{\displaystyle \sin(-a)=-\sin {a}}
{\displaystyle \cos(-a)=\cos a}
{\displaystyle \sinh(-a)=-\sinh a}
{\displaystyle \cosh(-a)=\cosh a}
Hier zijn {\displaystyle a} en {\displaystyle b} complexe getallen.
Verder kunnen de goniometrische functies omgezet worden in hyperbolische en vice versa.
{\displaystyle \sinh a=-i\sin(ia)}
{\displaystyle \cosh a=\cos(ia)}

## Machtreeksen

### Hogere afgeleiden
Zoals eerder opgemerkt is, als {\displaystyle f} een holomorfe functie is op {\displaystyle D} en {\displaystyle a} een punt is in {\displaystyle D} dan is {\displaystyle f} oneindig vaak differentieerbaar in {\displaystyle a}. Verder geldt de volgende gelijkheid voor hogere afgeleides:
{\displaystyle f^{(n)}(a)={\frac {n!}{2\pi i}}{}\oint _{C}{\frac {f(z)}{(z-a)^{n+1}}}\,\mathrm {d} z}
Daarin is {\displaystyle C} een gesloten kromme.

### Machtreeksen en convergentiestralen
Als {\displaystyle c_{n}} een rij is van complexe getallen en {\displaystyle a} een complex getal is, wordt
{\displaystyle \sum _{n=0}^{\infty }c_{n}(z-a)^{n}}
een machtreeks genoemd om {\displaystyle a}. De machtreeks convergeert in {\displaystyle b} als
{\displaystyle \sum _{n=0}^{\infty }c_{n}(b-a)^{n}}
convergeert.
De convergentiestraal {\displaystyle R} van de machtreeks is gedefinieerd als:
{\displaystyle R=\sup {\{r\in \mathbb {R} :\lim _{n\to \infty }|c_{n}|r^{n}=0\}}}
Hierbij mag {\displaystyle R} ook de waarde oneindig aannemen.
Voor de convergentiestraal {\displaystyle R} geldt:
{\displaystyle {\frac {1}{R}}=\limsup _{n\to \infty }{\big (}|c_{n}|^{1/n}{\big )}}
Als {\displaystyle R} eindig is, definieert men de convergentiecirkel van de machtreeks als de cirkel met middelpunt {\displaystyle a} en straal {\displaystyle R}.
Het blijkt dat de machtreeks convergeert voor elke {\displaystyle z} binnen de convergentiecirkel, en divergeert voor elke {\displaystyle z} erbuiten. Het convergentiegebied omvat dus de open cirkelschijf, en is bevat in de gesloten cirkelschijf. Voor {\displaystyle z} op de convergentiecirkel is het per geval verschillend. Als {\displaystyle R} oneindig is dan convergeert de machtreeks voor elke {\displaystyle z}.

### Taylorreeksen
Elke holomorfe functie valt te schrijven als een machtreeks. Als
{\displaystyle f(z)=\sum _{n=0}^{\infty }c_{n}(z-a)^{n}}
een machtreeks met convergentiestraal {\displaystyle R}, dan liggen de coëfficiënten {\displaystyle c_{n}} vast en wel door:
{\displaystyle c_{n}={\frac {1}{2\pi i}}{}\oint _{C}{\frac {f(z)}{(z-a)^{n+1}}}\,\mathrm {d} z={\frac {f^{n}(a)}{n!}}}
Hierbij is {\displaystyle C} een pad geparametriseerd door de functie {\displaystyle re^{it}:[0,2\pi ]\to \mathbb {C} } met {\displaystyle 0<r<R}.
Voorbeelden van taylorreeksen zijn:
{\displaystyle e^{z}=1+z+{\frac {z^{2}}{2!}}+{\frac {z^{3}}{3!}}+\ldots +{\frac {z^{n}}{n!}}+\ldots }
{\displaystyle \sin z=z-{\frac {z^{3}}{3!}}+{\frac {z^{5}}{5!}}-\ldots +(-1)^{n}{\frac {z^{2n+1}}{(2n+1)!}}+\ldots }
{\displaystyle \cos z=1-{\frac {z^{2}}{2!}}+{\frac {z^{4}}{4!}}-\ldots +(-1)^{n}{\frac {z^{2n}}{(2n)!}}+\ldots }
Bij deze drie reeksen is de convergentiestraal oneindig.
Ook de meetkundige reeks heeft een complex analogon, waarbij de convergentiestraal net als in het reële geval gelijk is aan 1.
{\displaystyle {\frac {1}{1-z}}=1+z+z^{2}+z^{3}+\ldots +z^{n}+\ldots }
De logaritme heeft ook een machtreeks, maar ontwikkeld om het punt 1. De convergentiestraal is 1.
{\displaystyle \log z=(z-1)-{\frac {(z-1)^{2}}{2}}+{\frac {(z-1)^{3}}{3}}-\ldots +(-1)^{n-1}{\frac {(z-1)^{n}}{n}}+\ldots }

## Integreren

### Paden
Een pad of een boog {\displaystyle C} is een deelverzameling van de complexe getallen, zodat {\displaystyle C=\{c(t):t\in [a,b]\}}, waarbij {\displaystyle c(t)} een complexe functie is: {\displaystyle c(t)=x(t)+i\cdot y(t)} met {\displaystyle x(t)} en {\displaystyle y(t)} reële functies. De functie {\displaystyle c(t)} wordt de parametrisering van {\displaystyle C} genoemd. Als {\displaystyle c(t)} continue afgeleiden heeft in {\displaystyle [a,b]}, heet {\displaystyle C} een gladde boog of kortweg glad.
Een voorbeeld van een gladde boog is de verzameling die voortgebracht wordt door de parametrisering {\displaystyle c(t)=e^{i\cdot t}} met {\displaystyle [a,b]=[0,2\pi ]}
Dit is de eenheidscirkel in het complexe vlak, de cirkel met straal 1 om middelpunt 0. {\displaystyle C} is hier dus een gesloten pad.

### Integreren
Zij {\displaystyle c:[a,b]\to \mathbb {C} } een parametrizering van een gladde boog {\displaystyle C} en zij {\displaystyle f:D\to \mathbb {C} } een complexe functie waarvoor {\displaystyle C\subset D}. De complexe integraal is gedefinierd door:
{\displaystyle \int _{C}f(z)\,\mathrm {d} z=\int _{a}^{b}f(c(t))c'(t)\,\mathrm {d} t}
Hierbij kan {\displaystyle f(c(t))c'(t)=u(t)+i\cdot v(t)} geschreven worden, zodat we overhouden
{\displaystyle \int _{C}f(z)\,\mathrm {d} z=\int _{a}^{b}f(c(t))c'(t)\,\mathrm {d} t=\int _{a}^{b}u(t)\,\mathrm {d} t+i\int _{a}^{b}v(t)\,\mathrm {d} t}
Als {\displaystyle C} een gesloten pad is, schrijft men ook wel
{\displaystyle \oint _{C}f(z)\,\mathrm {d} z}
om aan te geven dat over een kring geïntegreerd wordt.
In veel gevallen is het mogelijk voor {\displaystyle C} verschillende parametrizeringen te vinden. Zolang de eindpunten van equivalente parametrizeringen niet verschillen, levert het altijd dezelfde waarde op voor de integraal.

### Voorbeeld
Neem het gesloten pad gedefinieerd door de parametrizering {\displaystyle c(t)=e^{i\cdot t}} met {\displaystyle [a,b]=[0,2\pi ]} en {\displaystyle n} een geheel getal. Dan is
{\displaystyle \oint _{C}z^{n}\,\mathrm {d} z=\int _{0}^{2\pi }(e^{it})^{n}ie^{it}\,\mathrm {d} t=i\int _{0}^{2\pi }e^{i(n+1)t}\,\mathrm {d} t}
Als {\displaystyle n=-1} volgt
{\displaystyle i\int _{0}^{2\pi }\,\mathrm {d} t=2\pi i}
Anders is
{\displaystyle i\int _{0}^{2\pi }e^{i(n+1)t}\,\mathrm {d} t=0}
omdat de exponentiële functie een periodieke functie is.

### Primitieven
In de reële analyse hebben veel functies een primitieve. Ook in de complexe functietheorie komen primitieven voor.

#### Definitie
Zij {\displaystyle f:D\to \mathbb {C} } een continue complexe functie. Een holomorfe functie
{\displaystyle F:D\to \mathbb {C} }
wordt een primitieve van {\displaystyle f} genoemd, als voor elk complex getal {\displaystyle z\in D} geldt dat {\displaystyle F'(z)=f(z)}.

#### Hoofdstelling van de integraalrekening
Met primitieven kunnen we de complexe versie van de hoofdstelling van de integraalrekening formuleren:
Zij {\displaystyle C} een gladde kromme in {\displaystyle D} met beginpunt {\displaystyle a} en eindpunt {\displaystyle b}. Als {\displaystyle F} een primitieve is van {\displaystyle f} op {\displaystyle D}, geldt
{\displaystyle \int _{C}f(z)\,\mathrm {d} z=F(b)-F(a)}

#### Primitieven, paden en kringintegralen
Het blijkt dat het hebben van een primitieve een prettige eigenschap is. De volgende uitspraken zijn equivalent:
1) {\displaystyle f} heeft een primitieve.
2) Integralen zijn onafhankelijk van het pad, zolang de begin- en eindpunten hetzelfde zijn (let op, dit is dus sterker dan dat de parametrisering van een pad niets uitmaakt!) Dus als {\displaystyle C_{1}} en {\displaystyle C_{2}} twee paden zijn met dezelfde begin- en eindpunten geldt er
{\displaystyle \int _{C_{1}}f(z)\,\mathrm {d} z=\int _{C_{2}}f(z)\,\mathrm {d} z}
3) Kringintegralen zijn gelijk aan 0. Dus als {\displaystyle C} een gesloten pad is, geldt er
{\displaystyle \oint _{C}f(z)\,\mathrm {d} z=0}

### Oneigenlijke integralen
Met complexe functietheorie kan in sommige gevallen een 'bepaalde integraal', die in de reële analyse niet of nauwelijks berekend kan worden, door uitbreiding naar het complexe vlak vrij eenvoudig berekend worden. Een bekend voorbeeld is {\displaystyle \int _{-\infty }^{\infty }e^{-x^{2}}={\sqrt {\pi }}}.
Een tweede voorbeeld is de stelling van Liouville: holomorfe functies met een begrensd bereik zijn constant. Dit geldt overduidelijk niet in de reële analyse. Zo is de sinus als functie van een reëel getal oneindig vaak differentieerbaar en bovendien begrensd, maar niet constant. De complexe versie is weliswaar oneindig vaak differentieerbaar, maar niet begrensd! Met deze laatste stelling kan de hoofdstelling van de algebra worden bewezen.